# Pynthorumkhrah
Pynthorumkhrah è una suddivisione dell'India, classificata come census town, di 22.108 abitanti, situata nel distretto dei Monti Khasi Orientali, nello stato federato del Meghalaya. In base al numero di abitanti la città rientra nella classe III (da 20.000 a 49.999 persone).

## Società

### Evoluzione demografica
Al censimento del 2001 la popolazione di Pynthorumkhrah assommava a 22.108 persone, delle quali 11.387 maschi e 10.721 femmine. I bambini di età inferiore o uguale ai sei anni assommavano a 3.151, dei quali 1.598 maschi e 1.553 femmine. Infine, coloro che erano in grado di saper almeno leggere e scrivere erano 15.757, dei quali 8.579 maschi e 7.178 femmine.